# مونوهورگونج
مونوهورگونج (به لاتین: Monohorgonj) یک منطقهٔ مسکونی در بنگلادش است که در ناحیه کومیلا واقع شده‌است. مونوهورگونج ۱۶۶٫۵۰ کیلومتر مربع مساحت دارد.